# VAQ-129
Escadron d'attaque électronique 129
Le Electronic Attack Squadron 129 ou VAQ-129, connu sous le nom de "Viking" est un escadron de chasseur d'attaque  de guerre électronique aéroporté de l'US Navy créé le 1er mai 1961 à la Naval Air Station Whidbey Island, dans le Puget Sound de l'État de Washington. Il est le seul escadron d'entrainement sur EA-18G Growler et constitue un Fleet Replacement Squadron (FRS). Il est chargé  de former tous les aviateurs EA-18G et de développer des procédures d'exploitation standard pour la maintenance et l'exploitation de cet avion.

## Historique

### VAH-10

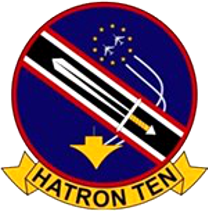
Insigne du VH-10

Le Heavy Attack Squadron 10 (VAH-10) a été créé le 1er mai 1961 et équipé à l'origine du A-3 Skywarrior.
Pendant la guerre du Vietnam, des détachements de VAH-10 ont été déployés sur les porte-avions suivants opérant sur Yankee Station (en) et Dixie Station (en) : 

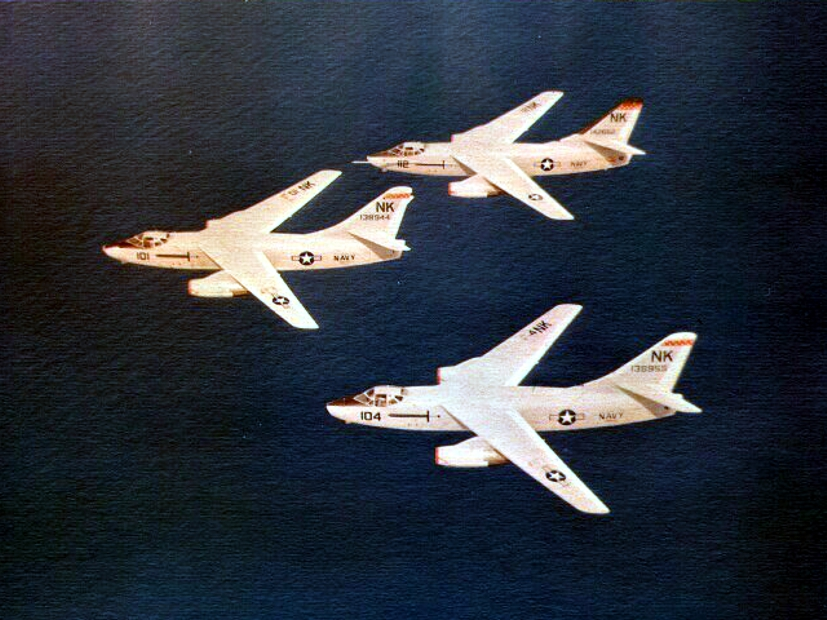
A-3B Skywarriors du VH-10 en 1964

- 14 avril-14 décembre 1964 :le détachement A-3B est embarqué sur l'USS Ticonderoga (CV-14),
- 5 mai 1964 - 1er février 1965,le détachement A-3B est embarqué sur l'USS  Constellation (CV-64),
- 21 juin 1966- 21 février 1967, le détachement 42 A-3B est embarqué sur l'USS Franklin D. Roosevelt,

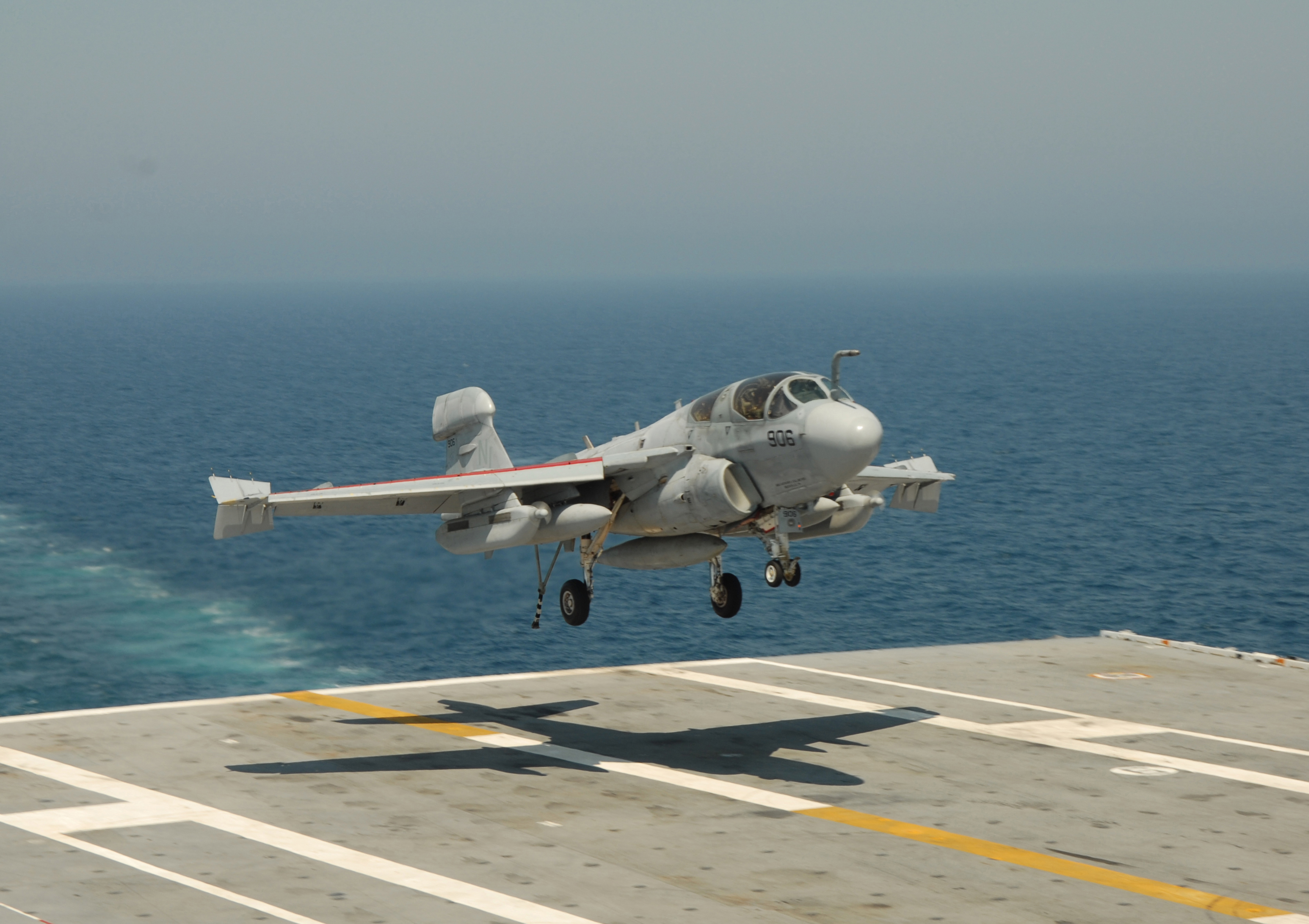
EA-6B 'Prowler du VAQ-129

- 6 juin-15 septembre 1967, le détachement 59 KA-3B est embarqué sur l'USS Forrestal (CV-59),
- 10 avril-16 décembre 1968, le détachement 66 KA-3B est embarqué sur l'USS America (CV-66),
- 7 septembre 1968 - 18 avril 1969, le détachement 43 KA-3B est embarqué sur l'USS Coral Sea (CV-43),
- 26 octobre 1968 - 17 mai 1969, le détachement 61 KA-3B est embarqué sur l'USS Ranger (CV-61),
- 2 août 1969 - 15 avril 1970, le détachement 19 KA-3B est embarqué sur l'USS Hancock (CV-19),
- 5 mars-17 décembre 1970, le détachement 38 KA-3B est embarqué sur l'USS Shangri-La (CV-38),
- 22 octobre 1970 - 3 juin 1971, le détachement 62 KA-3B est embarqué sur l'USS Hancock.

### VAQ-129
Le VAH-10 a été renommé Tactical Electronic Warfare Squadron One Two Nine (TACELECWARON129)(VAQ-129) aux commandes du EA-6B Prowler le 1er septembre 1970. Changeant de nom, l'escadron a changé de mission en intégrant le Fleet Replacement Squadron. Avec le Prowler à capacité améliorée (ICAP), le VAQ-129 a commencé à former les équipages et le personnel de maintenance de l'United States Marine Corps pour piloter et entretenir la version ICAP de l'avion avec le Corps des Marines.

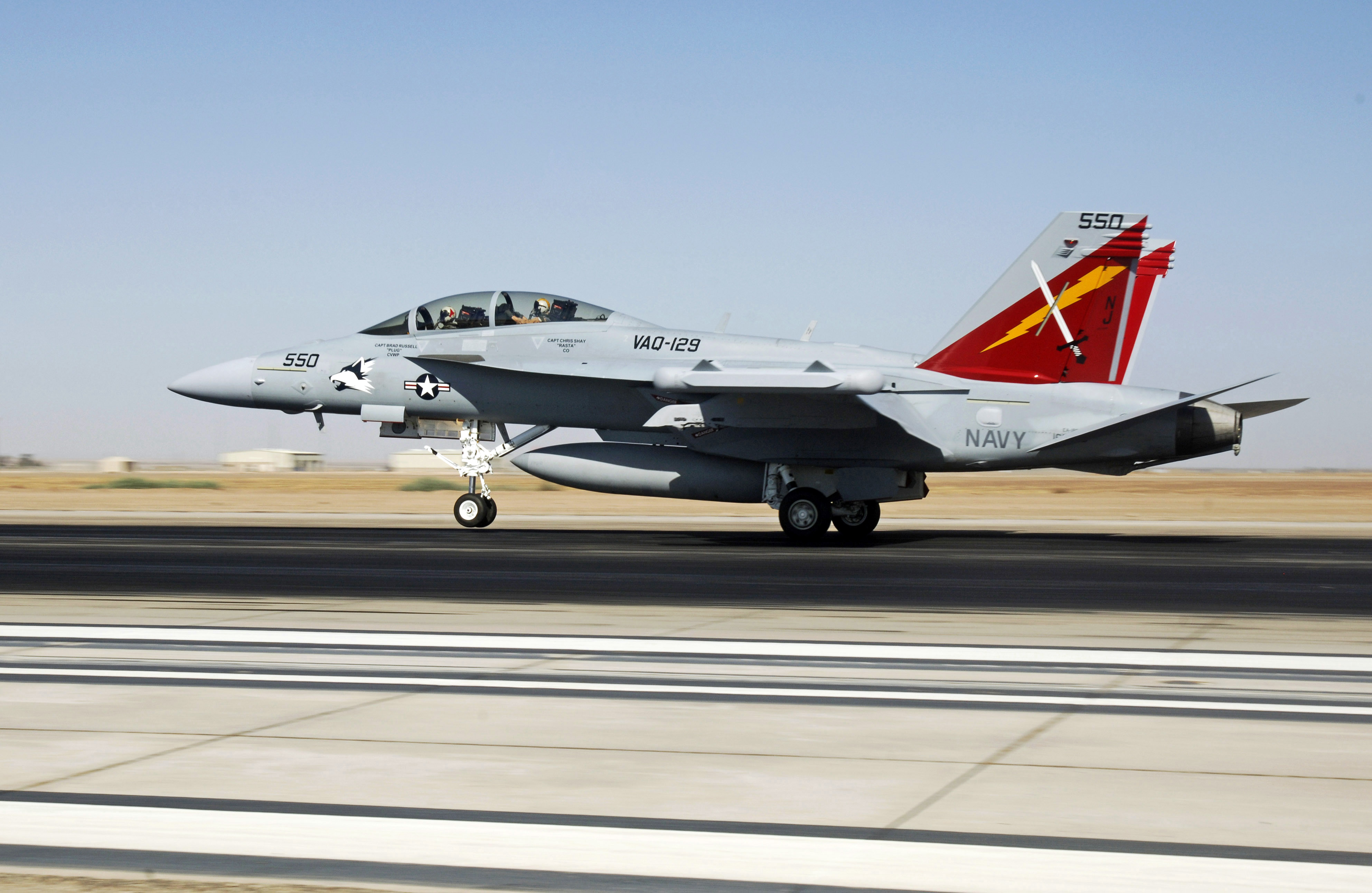
EA-18G Growler du VAQ-129 en 2008

Le missile anti-rayonnement à grande vitesse (HARM) AGM-88 HARM été équipé sur l'EA-6B Prowler en 1986 et du VAQ-131 Lancers. Ce missile fut employé lors de l'Opération Tempête du désert.
Le retrait de l'EF-111A Raven de l'United States Air Force  a fait de l'EA-6B Prowler et de l'EA-18G Growler les seuls avions tactiques de l'inventaire américain capable d'effectuer une attaque électronique.
Le 5 août 2009, les EA-18G Growler du VAQ-129 et duVAQ-132 (en) ont effectué leur premier atterrissage (piège) en mer à bord de l'USS Harry S. Truman (CVN-75).
En 2013, le VAQ-129 a commencé à entraîner l'équipage de la Royal Australian Air Force sur l'EA-18G Growler.